# Trường Kinh tế và Tài chính Robert Day
Trường Kinh tế và Tài chính Robert Day (tiếng Anh: Robert Day School of Economics and Finance, viết tắt là RDS) là một trường kinh tế và là chương trình sau đại học duy nhất của Đại học Claremont McKenna. Trường Robert Day nhấn mạnh các khóa học pha trộn giữa lý thuyết và thực hành. Các chương trình đại học cung cấp các chuyên ngành về kinh tế và kế toán kinh tế, cũng như một chuỗi các lớp về kinh tế tài chính. RDS cung cấp bằng thạc sĩ toàn thời gian chuyên ngành về tài chính thông qua Chương trình học giả Robert Day. Khác với bất kỳ trường đại học khai phóng nào khác, RDS bao gồm một loạt các khóa học cốt lõi và tự chọn về tài chính và kế toán. Khóa học được thiết kế để phát triển các kỹ năng phân tích, định lượng và giao tiếp của từng học sinh, vốn là những yếu tố quan trọng đối với việc trau dồi các kỹ năng lãnh đạo.
Trường có 30 giảng viên toàn thời gian cung cấp các khóa học trong các lĩnh vực kinh tế chính. Các giảng viên đáng chú ý bao gồm William Ascher, Brock Blomberg và Eric Helland. Kể từ khi thành lập, Trường Robert Day đã bổ nhiệm hai trưởng khoa là Janet Smith (2007 – 2010) và Brock Blomberg (2010 – nay).
Viện Kinh tế Tài chính (FEI) thuộc RDS điều hành một chương trình ngoại khóa độc đáo là trình tự kinh tế tài chính. Nó gây ấn tượng bởi cả sự nhấn mạnh về giáo dục khai phóng và định hướng định lượng. FEI cung cấp cơ sở dữ liệu và các tài nguyên khác để hỗ trợ nghiên cứu của giảng viên và sinh viên. Mỗi năm, FEI tài trợ một chuyến đi cho phép sinh viên Đại học Claremont McKenna đến thăm một số tổ chức tài chính hàng đầu tại thành phố New York.